# Bombardier Aerospace

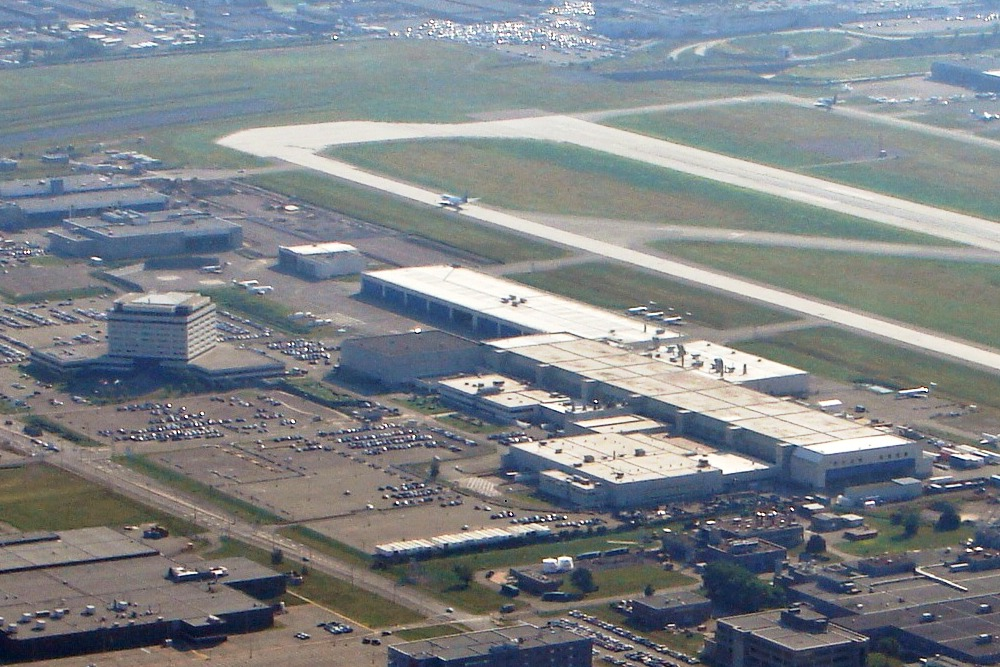
Planta de ensamblaje de Bombardier Aerospace en Aeropuerto Internacional Pierre Elliott Trudeau

Bombardier Aerospace es la filial de productos aeroespaciales de la corporación canadiense Bombardier. Bombardier Aerospace se sitúa en el tercer puesto en volumen de negocio, tras Boeing y Airbus, y en el cuarto en unidades de aviones producidas anualmente, después de Boeing, Airbus y Embraer. Su unidad de negocio central se sitúa en la localidad de Dorval, Quebec, Canadá.
En 2025, Bombardier restableció su guía financiera tras recibir claridad sobre las exenciones de aranceles en Estados Unidos, previstas en el acuerdo USMCA, tras haberla suspendido debido a posibles gravámenes del 25 %.

## Historia
Bombardier creó la división Aeroespacial Bombardier Aerospace en el año 1986 tras la compra de Canadair Ltd., que en aquella época era propiedad del Gobierno canadiense, la cual pasaba por serios problemas financieros, ya que había registrado la mayor pérdida en la historia corporativa del país.
Tras adquirir Canadair y después de un proceso de reestructuración para que volviese a ser rentable, Bombardier Aerospace compró en el año 1989 la empresa Short Brothers, situada en Belfast, Irlanda del Norte, que se encontraba en una situación cercana a la bancarrota. A esta operación le siguió la compra en el año 1990 de la firma Learjet Company, de Wichita, Kansas, compañía que llegó a la quiebra. Finalmente en el año 1992 también se hizo con de Havilland Aircraft of Canada, de  Toronto, Ontario.
La división aeroespacial en la actualidad representa la mitad del volumen de negocio de Bombardier. Entre los productos más populares de Bombardier Aerospace están el avión regional Dash 8, así como los CRJ100/200/440, y CRJ700/900/1000. También fabrica el avión anfibio CL-415 especializado en tareas de extinción de incendios, así como los aviones de negocios Global Express y Challenger. Learjet continúa operando como una subsidiaria de Bombardier Aerospace, fabicando aviones de negocios bajo su propia marca.

## Despojo
El 8 de noviembre de 2018, Longview Aviation Capital Corp., matriz de Viking Air, adquirió el programa Q400 y la marca De Havilland de Bombardier. Viking ya había comprado los certificados de tipo de avión descontinuado de Havilland Canadá en 2006. En ese momento, las ventas del Q400 fueron inferiores a las de su rival ATR Aircraft. Bombardier anunció que la venta era por $ 300 millones y esperaba ahorros anuales de $ 250 millones. El acuerdo Q400 se cerró el 3 de junio de 2019;  la nueva sociedad de cartera, De Havilland Aircraft of Canada Limited, heredó una cartera de pedidos de 51 Q400. También a fines de 2018, Bombardier vendió su programa de entrenamiento de jet de negocios a CAE Inc. por $ 645 millones y anunció 5,000 recortes de empleos durante 18 meses en sus 70,000 empleados en todo el mundo: 500 en Ontario, 2,500 en Quebec y 2,000 fuera de Canadá.
Bombardier cambió su enfoque de aviones comerciales a jets privados, anticipando que los envíos de aviones comerciales aumentarían de 135 en 2018 a 150-155 en 2019, y pronosticaron ingresos de $ 16.5 mil millones en 2018, aumentando a más de $ 20 mil millones en  2020 con un flujo de caja libre de $ 0.75-1 mil millones, principalmente a través del gran Global 7500. Se esperaba que los ingresos de Business Aircraft aumentaran de $ 5 mil millones para 2018 a $ 6.25 mil millones en 2019 y $ 8.5 mil millones en 2020 con 180 entregas, incluido el mercado posventa dentro de los 4.700  la flota se duplicó desde el 28% capturado en 2015. Se esperaba que los servicios de ingeniería y aeroestructuras crecieran de $ 2 mil millones en 2018 a $ 2.25 mil millones en 2020. Se esperaba que los ingresos de los aviones se redujeran de $ 1.7 mil millones a $ 1.4 mil millones en 2019, reduciendo a la mitad las pérdidas a $ 125 millones,  con entregas planas a 35 CRJ y Q400;  iba a ser rentable con los CRJ solo en 2020. 
El 2 de mayo de 2019, la división aeroespacial de Bombardier pasó a llamarse Bombardier Aviation tras la desinversión de los programas CSeries y Q400. El 25 de junio de 2019, Bombardier acordó con Mitsubishi Heavy Industries vender el programa CRJ, se esperaba que se cerrara un acuerdo a principios de 2020 sujeto a la aprobación regulatoria. Mitsubishi adquirirá la experiencia global de Bombardier en términos de ingeniería, certificación, relaciones con los clientes y soporte, impulsando su programa SpaceJet (anteriormente MRJ) y potencialmente permitiendo su producción en América del Norte. El acuerdo incluye dos centros de servicio en Canadá y dos en los Estados Unidos, así como los certificados tipo CRJ. Bombardier retendrá la instalación de ensamblaje de Mirabel y producirá el CRJ en nombre de Mitsubishi hasta que se complete la cartera de pedidos actual. A principios de mayo de 2020, Mitsubishi confirmó que se habían cumplido todas las condiciones y que la transacción se cerraría el 1 de junio. Las actividades de servicio y soporte relacionadas con CRJ de Bombardier se transfirieron a una nueva empresa con sede en Montreal, MHI RJ Aviation Group.
El 31 de octubre de 2019, Bombardier anunció la venta de sus actividades de aeroestructuras y operaciones de servicios posventa en Irlanda del Norte y Marruecos, y sus instalaciones de mantenimiento, reparación y revisión de aeroestructuras en Dallas, a Spirit AeroSystems.  Se espera que la venta se cierre en el primer semestre de 2020 sujeto a aprobación regulatoria.
El 12 de febrero de 2020, Bombardier vendió su participación en Airbus Canada Limited Partnership, la sociedad de cartera para el programa A220, por $ 591 millones;  Airbus ahora tiene una participación del 75%, y el 25% restante es propiedad de Investissement Québec. Esta venta marcó la "salida estratégica" de Bombardier del sector de la aviación comercial. 
A pesar de los rumores de que sus actividades de aviones comerciales podrían venderse a Textron, empresa matriz de Cessna y Bell Helicopters, el 17 de febrero se supo que Bombardier había acordado vender su división ferroviaria a Alstom y se centraría exclusivamente en la aviación comercial.

## Aeronaves

### Aviones de negocios
- Learjet 35
- Learjet 55
- Bombardier Learjet 40 XR
- Bombardier Learjet 45 XR
- Bombardier Learjet 60 XR
- Bombardier Learjet 70
- Bombardier Learjet 75
- Bombardier Learjet 85
- Bombardier Challenger 300
- Bombardier Challenger 30X
- Bombardier Challenger 600/605
- Bombardier Challenger 850
- Bombardier Global 5000
- Bombardier Global Express XRS

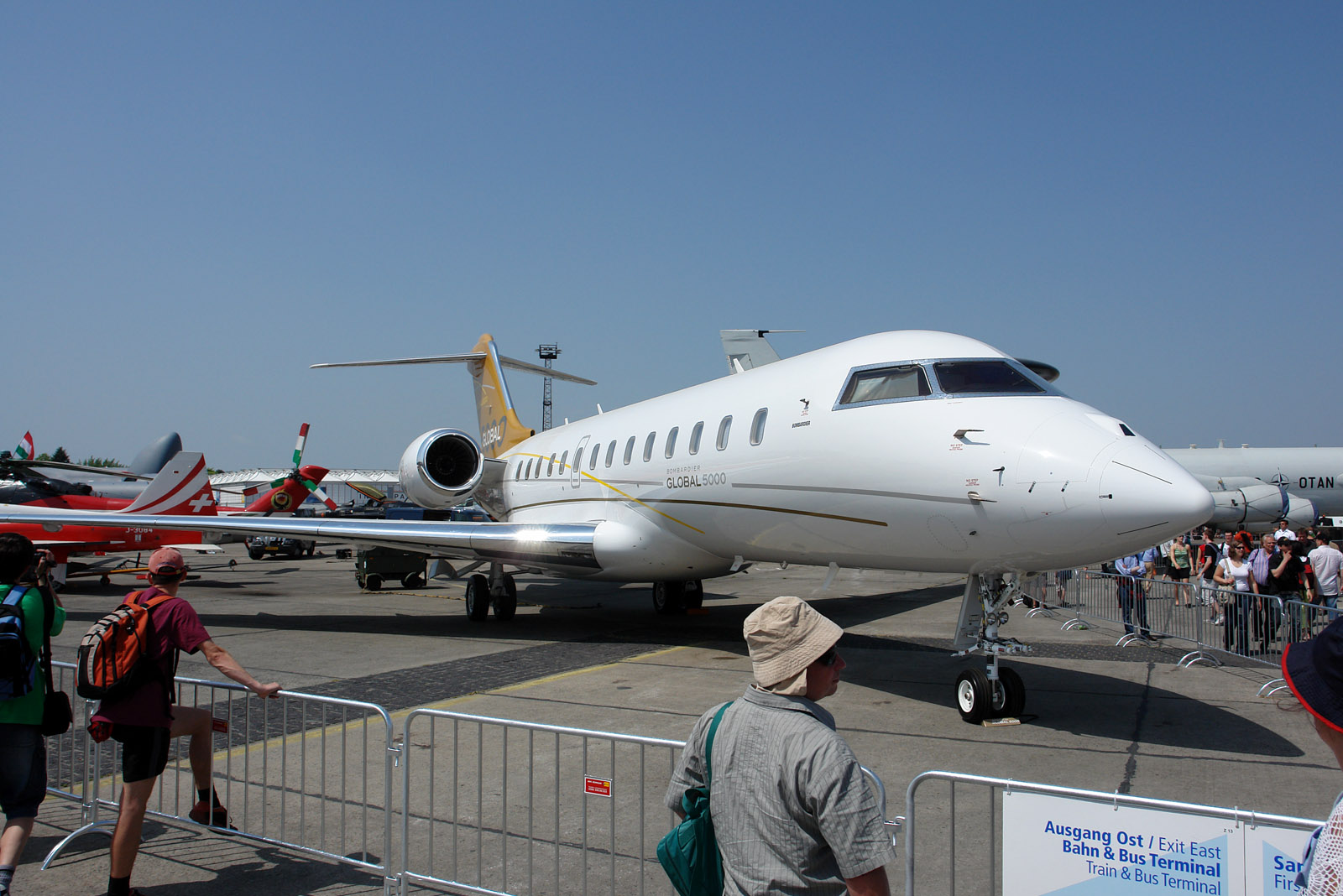
Un Bombardier Global 5000.

- Bombardier Global 7500 Previsto para 2016[5]
- Bombardier Global 8000 Previsto para 2017[5]

### Ex Aviones comerciales

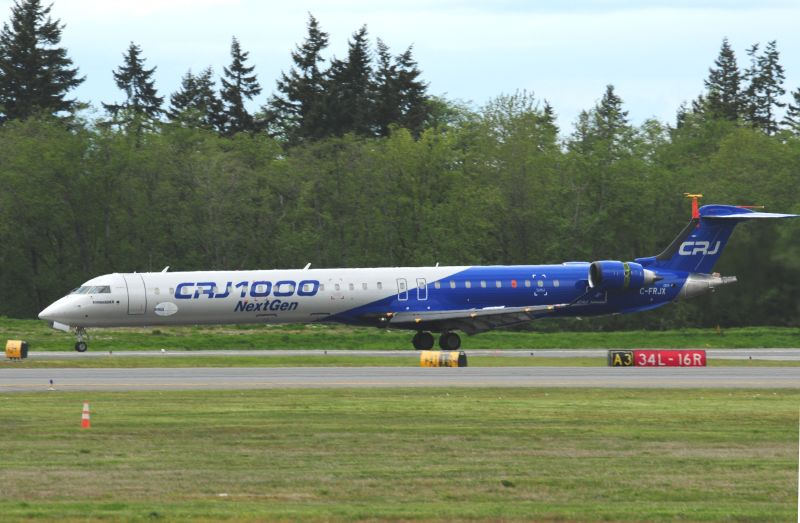
Un Bombardier CRJ1000.

- Bombardier CRJ100/CRJ200 (50 pasajeros) (desde el 1 de junio de 2020 Mitsubishi adquirió el programa del CRJ Series y cambió su fabricante como Mitsubishi CRJ100/CRJ200)
- Bombardier CRJ700/CRJ900/CRJ1000 (70-100 pasajeros) (desde el 1 de junio de 2020 Mitsubishi adquirió el programa del CRJ Series y cambió su fabricante como Mitsubishi CRJ700/CRJ900/CRJ1000)
- Bombardier CSeries (100-149 pasajeros) (Airbus renombró a CSeries como Airbus A220)

### Aviones Turbopropulsados
- Bombardier CL-215
- Bombardier CL-415
- ex DHC Dash 8/Bombardier QSeries (actualmente pertenece a de Havilland Canada desde 2019)

## Instalaciones

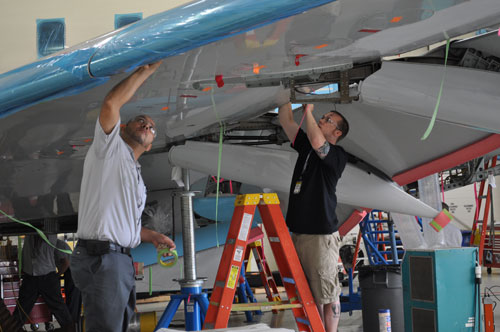
Mecánicos trabajando en las instalaciones de mantenimiento de Bombardier cerca de Dallas, Texas

Bombardier Aviation tiene varias instalaciones.

### Historial de instalaciones
Bombardier Aerospace alguna vez tuvo instalaciones de fabricación, ingeniería y servicios en 27 países. Las instalaciones de producción están ubicadas en Canadá, Estados Unidos y México.
El 3 de mayo de 2018, Bombardier anunció la venta de sus instalaciones de Toronto Downsview, donde fabrica la familia de aviones de negocios Global y los turbohélices regionales Q400, por 635 millones de dólares, alquilados de tres a cinco años para mantener la producción del Q400, mientras arrienda una área de 15 ha en el Aeropuerto Internacional Pearson de Toronto para abrir una planta de ensamblaje final para los aviones de negocios Global.
El 2 de mayo de 2019, Bombardier anunció que todos sus activos aeroespaciales se consolidarían en un "negocio único, optimizado y totalmente integrado", lo que daría como resultado la venta de sus operaciones en Belfast y Marruecos.

### Instalaciones actuales

#### Canadá
- Aeropuerto Internacional Trudeau de Montreal – Sede. Montaje final y prueba de vuelo de Challenger 300, 605 y 850. Finalización interior de la familia global.
- Aeropuerto internacional de Montreal Mirabel – Montaje final y prueba de vuelo de la familia CRJ700/CRJ900/CRJ1000 y A220.
- Saint-Laurent, Quebec – Centro de desarrollo de productos. Instalación de fabricación de cabina y fuselaje de popa.[9]
- Aeropuerto Internacional Pearson de Toronto – Montaje final de la familia global[7]

#### México
- Querétaro – Planta de fabricación de componentes de aeronaves para Learjet 85, Challenger 605, CRJ700/CRJ900/CRJ1000 NextGen, Q400 NextGen y Global 6000/7000.[10][11]

#### Estados Unidos
- Wichita, Kansas – Montaje final y prueba de vuelo de la familia Learjet.[12]

### Antiguas instalaciones

#### Canadá
- Aeropuerto de Downsview – Montaje final y prueba de vuelo del Dash 8.[13]
- Aeropuerto de North Bay – Bombardier CL-415 fue el ensamblaje final y la prueba de vuelo hasta que terminó la producción en 2015.[13] Después de una pausa en 2002, la planta fue reiniciada por el contratista Vortex Aerospace Services en 2005. Si bien la producción terminó, Vortex continúa brindando capacitación para CL 415 en la instalación.

#### Marruecos
- Casablanca (BP 197 Zone Franche Midparc al lado del Aeropuerto Internacional Mohamed V) - Controles de vuelo para aeronaves de la serie CRJ.[14] Venta pendiente a Spirit AeroSystems en 2019.[15]

#### Reino Unido
- Belfast, Irlanda del Norte – Antigua planta de Short Brothers frente a Victoria Park cerca del Aeropuerto George Best Belfast City.[15] Fuselaje de aeronaves, góndolas de motores, instalaciones de fabricación y montaje de alas.[16] Venta pendiente a Spirit AeroSystems en 2019.[15]

## Producción
Entrega de aeronaves regionales, comerciales y anfibias de Bombardier Aerospace en el año fiscal o calendario:
| Año fiscal/calendario | Año fiscal/calendario | 1999/00 | 2000/01 | 2001/02 | 2002/03 | 2003/04 | 2004/05 | 2005/06 | 2006/07 | 2007/08 | 2008/09 | 2009/10 | 2010/11 | 2011 | 2012 | 2013 | 2014 | 2015 | 2016 | 2017 |
| --------------------- | --------------------- | ------- | ------- | ------- | ------- | ------- | ------- | ------- | ------- | ------- | ------- | ------- | ------- | ---- | ---- | ---- | ---- | ---- | ---- | ---- |
| Comercial             | C Series              |         |         |         |         |         |         |         |         |         |         |         |         |      |      |      |      |      | 7    | 17   |
| Comercial             | CRJ                   | 81      | 105     | 165     | 191     | 214     | 175     | 110     | 64      | 62      | 56      | 60      | 41      | 33   | 14   | 26   | 59   | 44   | 46   | 26   |
| Comercial             | Q-Series              | 23      | 52      | 41      | 29      | 19      | 22      | 28      | 48      | 66      | 54      | 61      | 56      | 45   | 36   | 29   | 25   | 29   | 33   | 30   |
| Negocios              | Learjet               | 109     | 129     | 96      | 38      | 41      | 47      | 69      | 71      | 81      | 70      | 44      | 33      | 33   | 39   | 29   | 34   | 32   | 24   | 14   |
| Negocios              | Challenger            | 40      | 38      | 45      | 23      | 31      | 62      | 98      | 99      | 103     | 116     | 82      | 63      | 79   | 86   | 89   | 90   | 94   | 88   | 81   |
| Negocios              | Global                | 34      | 36      | 21      | 16      | 17      | 22      | 30      | 42      | 48      | 53      | 50      | 47      | 51   | 54   | 62   | 80   | 73   | 51   | 45   |
| Amfibio               | CL-415                | 5       | 10      | 2       | 1       | 3       | 1       | 2       | 2       | 1       | 4       | 5       | 4       | 4    | 4    | 3    | 2    | 3    |      |      |
| Entregas totales      | Entregas totales      | 292     | 370     | 370     | 298     | 324     | 329     | 337     | 326     | 361     | 353     | 302     | 244     | 245  | 233  | 238  | 290  | 275  | 249  | 213  |
| Pedidos netos         | Pedidos netos         |         |         |         |         |         |         |         | 363     | 698     | 367     | 11      | 201     | 249  | 481  | 388  | 282  | 27   | 275  |      |

## Galería

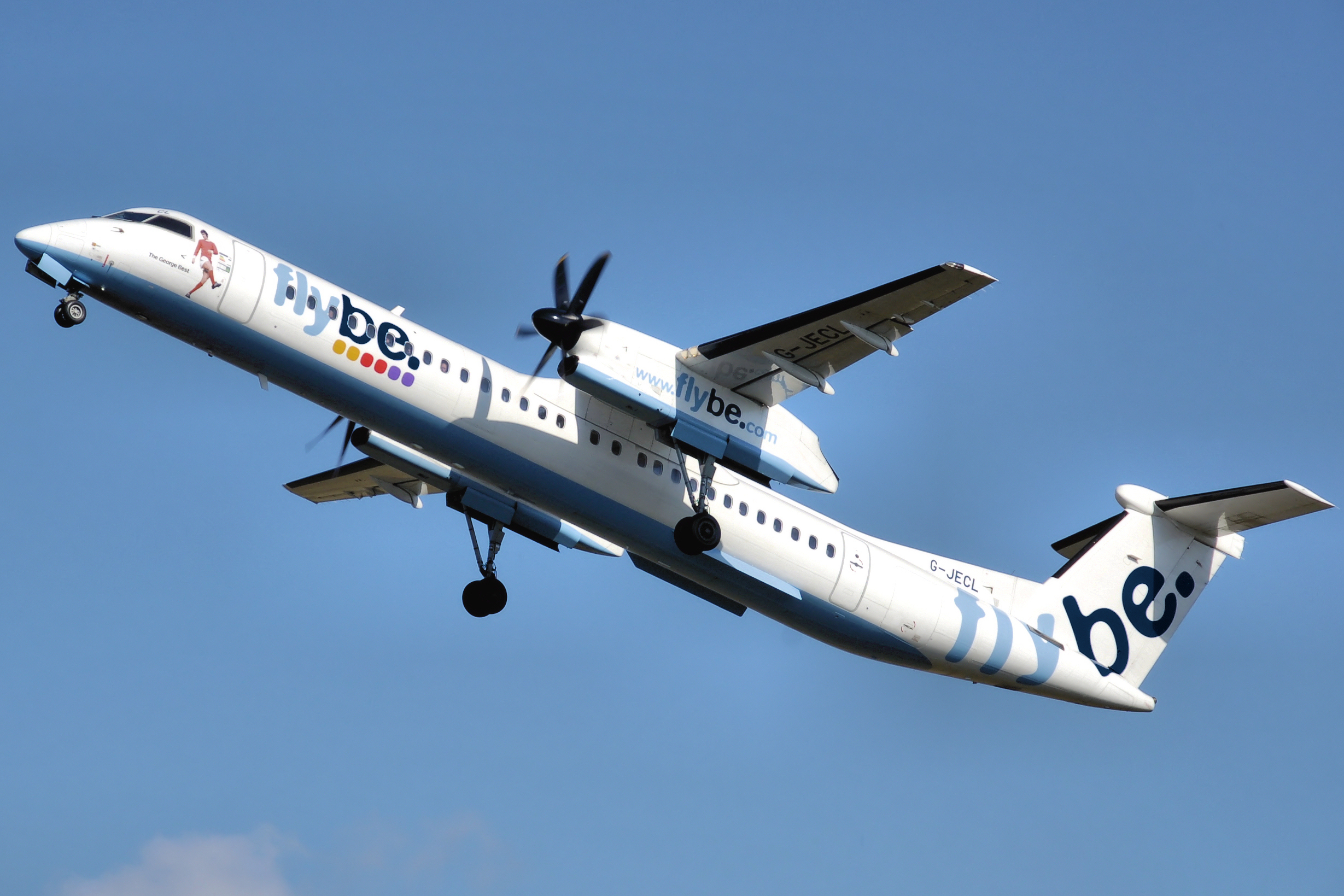
Avión regional turbohélice Q400
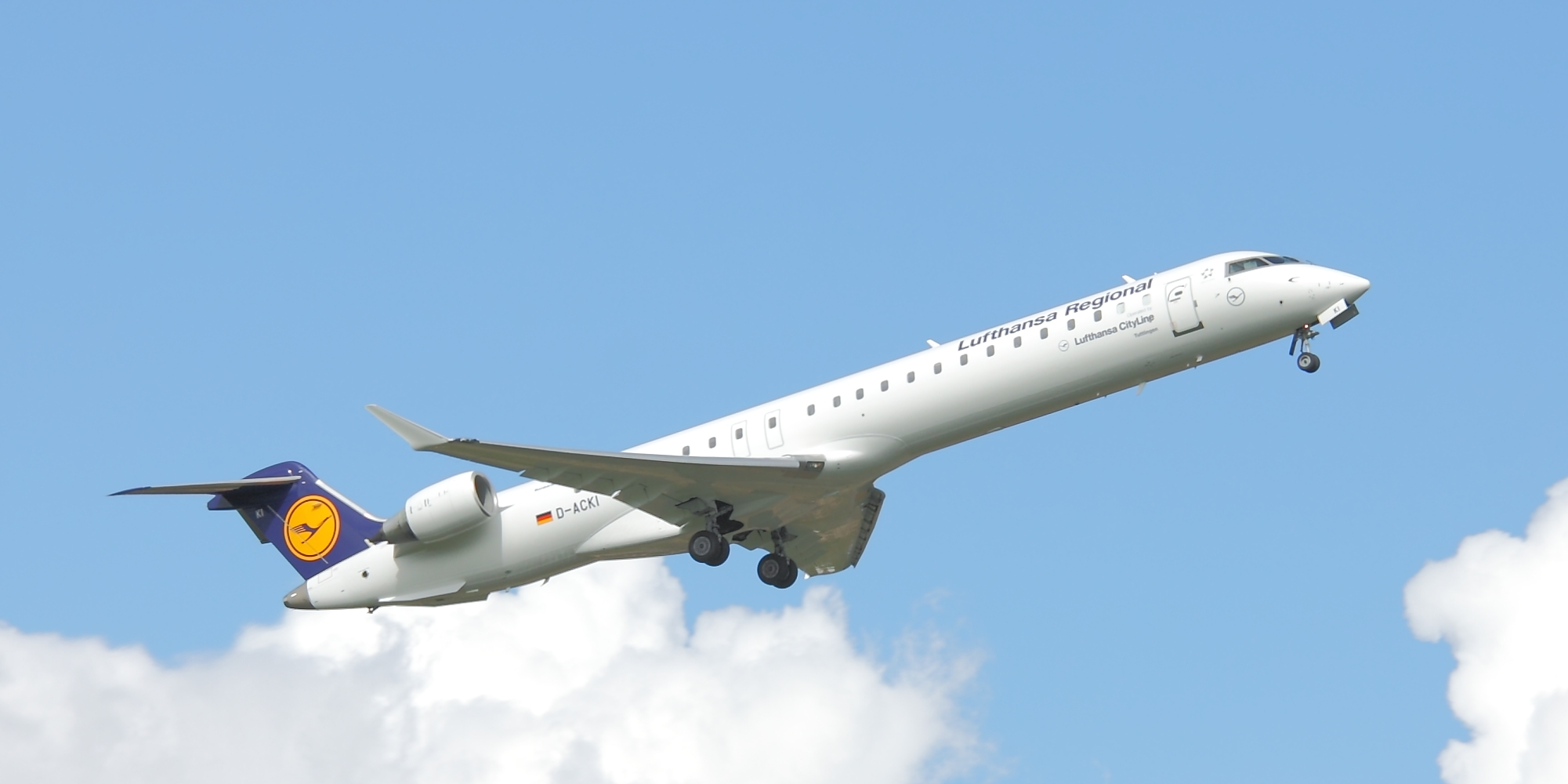
Avión regional CRJ900
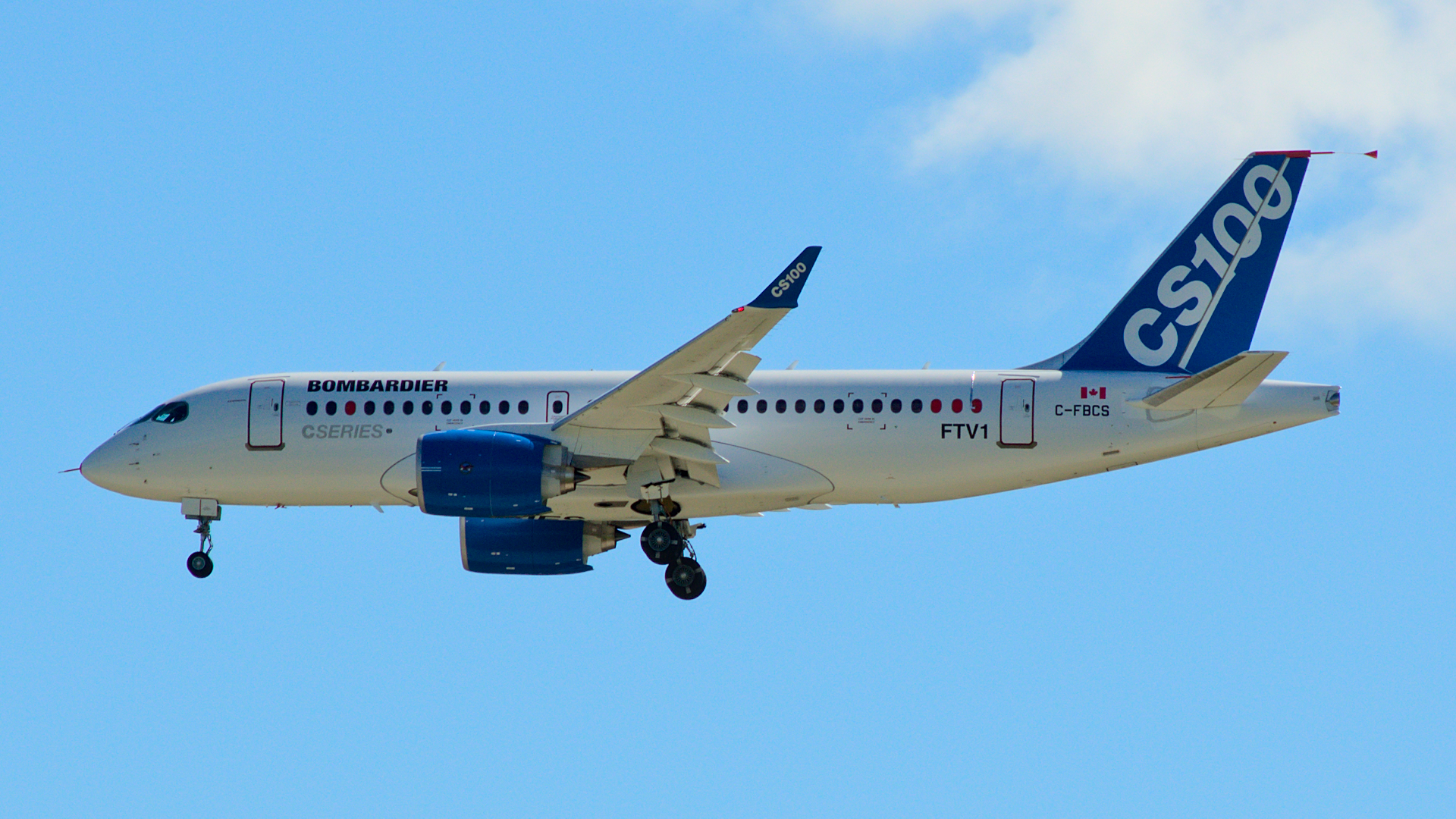
Airbus A220-100 (CS100)
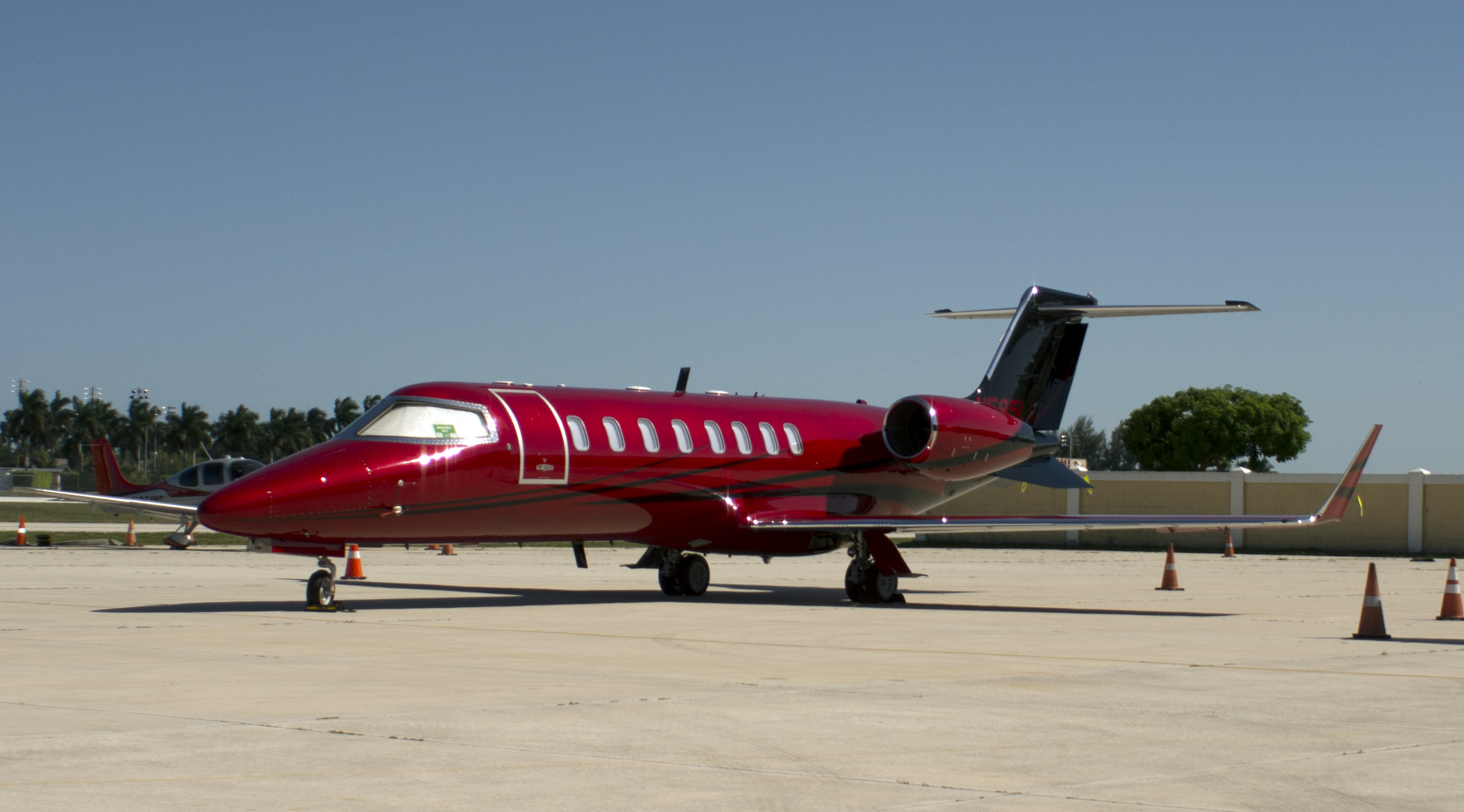
Jet de negocios Learjet 75
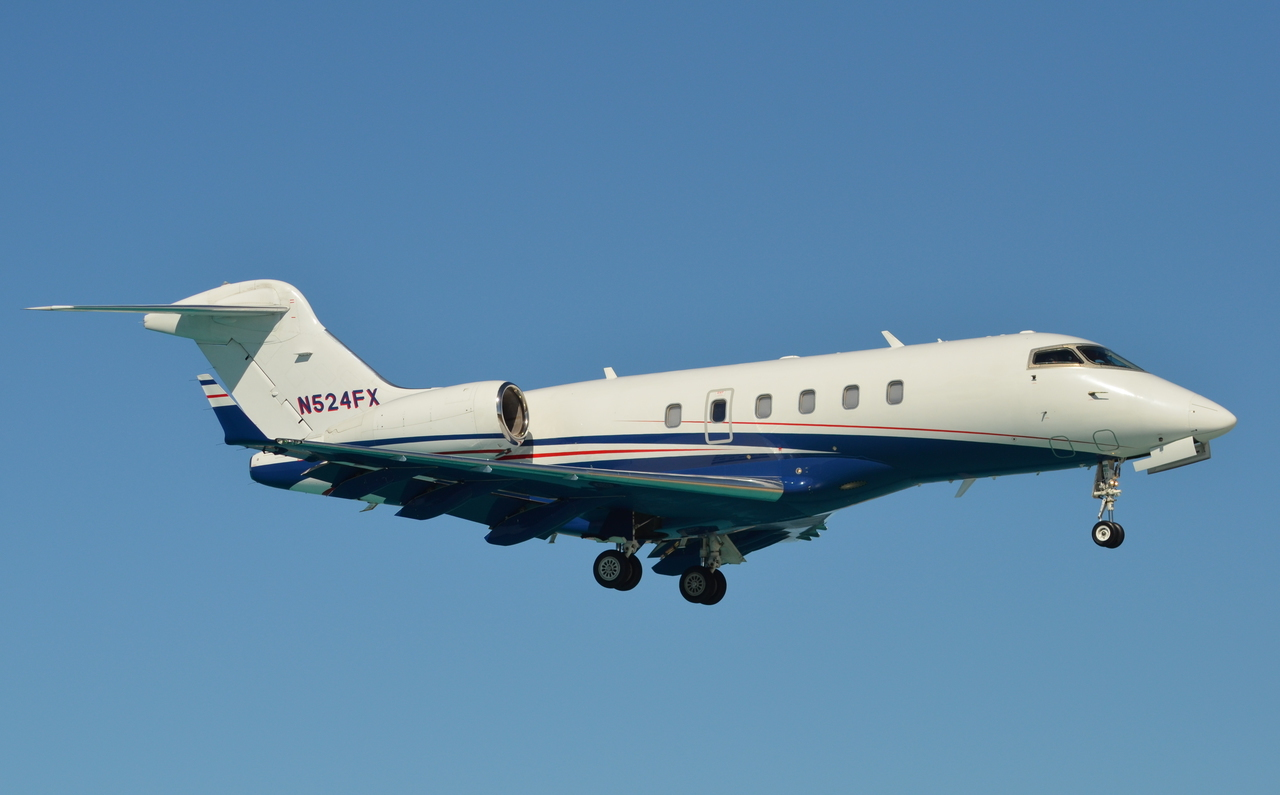
Avión de negocios Challenger 300
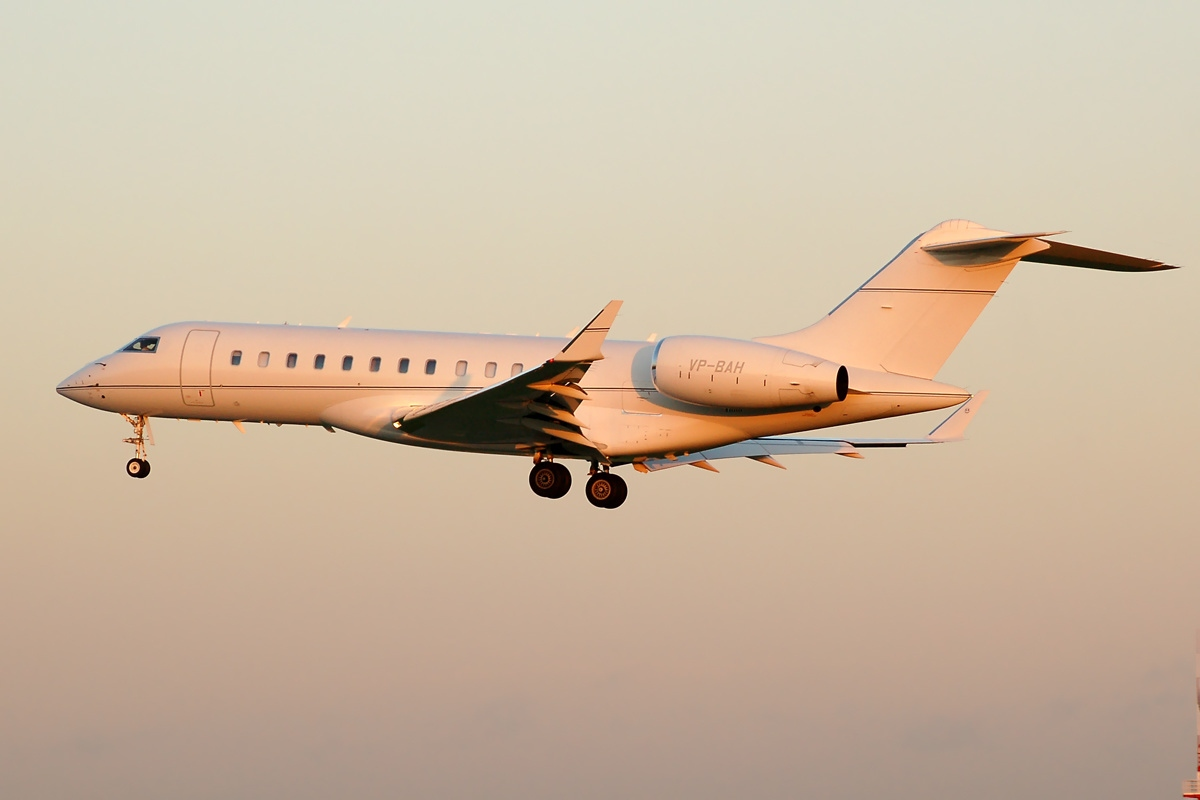
Global Express